# Reichers (Gemeinde Großgöttfritz)
Reichers ist eine Ortschaft und eine Katastralgemeinde der Gemeinde Großgöttfritz im Bezirk Zwettl in Niederösterreich.
Der östlich von Großweißenbach liegende Ort besteht aus mehreren Gehöften in Haufenlage. Am Ort vorbei fließt der Sierningbach, der danach in den Kamp mündet.

## Geschichte
Die erste urkundliche Erwähnung des Ortes erfolgt 1208 als Richer(e)s, der Name leitet sich von Richheri, einem Personennamen ab. Damals gehörte er zum Besitz der Kuenringer und wurde dann dem Kloster Zwettl unterstellt, dieses behielt die Grundherrschaft über die folgenden Jahrhunderte. Ab 1850 war er verwaltungstechnisch ein Teil der Gemeinde Großweißenbach, mit dieser wurde er dann am 1. Jänner 1968 nach Großgöttfritz eingemeindet.

## Siedlungsentwicklung
Zum Jahreswechsel 1979/1980 befanden sich in der Katastralgemeinde Reichers insgesamt 28 Bauflächen mit 17.019 m² und 12 Gärten auf 1.293 m², 1989/1990 gab es 27 Bauflächen. 1999/2000 war die Zahl der Bauflächen auf 66 angewachsen und 2009/2010 bestanden 43 Gebäude auf 76 Bauflächen.

## Bodennutzung
Die Katastralgemeinde ist landwirtschaftlich geprägt. 189 Hektar wurden zum Jahreswechsel 1979/1980 landwirtschaftlich genutzt und 86 Hektar waren forstwirtschaftlich geführte Waldflächen. 1999/2000 wurde auf 188 Hektar Landwirtschaft betrieben und 88 Hektar waren als forstwirtschaftlich genutzte Flächen ausgewiesen. Ende 2018 waren 182 Hektar als landwirtschaftliche Flächen genutzt und Forstwirtschaft wurde auf 88 Hektar betrieben. Die durchschnittliche Bodenklimazahl von Reichers beträgt 24,2 (Stand 2010).

## Sehenswürdigkeiten
- Ortskapelle von 1892 (1992 renoviert)